# Суфраганна діоцезія
Суфрага́нна діоце́зія (лат. Dioecesis suffraganea; ісп. diócesis sufragánea, італ. diocesi suffraganea, англ. suffragan diocese) — у католицькій церкві діоцезія, що входить до складу церковної провінції або митрополії (архідіоцезії). Очолюється єпископом або ординарієм (суфраганним єпископом), який підпорядковується голові церковної провінції, митрополиту або архієпископу. Останній має обмежені права щодо втручання у внутрішні справи суфраганної діоцезії. Також — суфрага́нія.